# Cecil Taylor

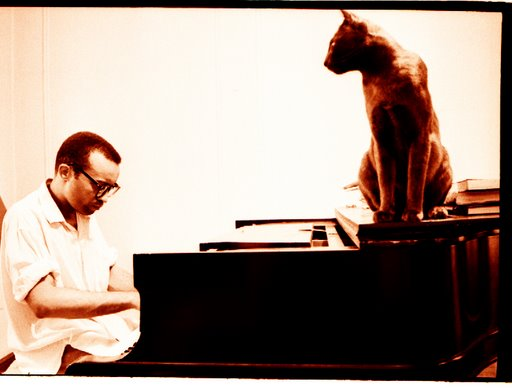
Cecil Taylor tocando el piano en la década de 1960

Cecil Percival Taylor (Nueva York, 25 de marzo de 1929-ib., 5 de abril de 2018), fue un pianista y percusionista estadounidense de jazz. Encuadrado en la vanguardia jazzística, frecuentó la mayor parte de los estilos surgidos a continuación del hard bop, especialmente el free jazz, con frecuentes aproximaciones a la improvisación libre. 
Sus primeras influencias fueron las de Duke Ellington y Dave Brubeck. Su toque de piano era característicamente percusivo.

## Biografía
Taylor comenzó su estudio del piano a los seis años de edad y se matriculó en el New York College of Music y en el Conservatorio de música de Nueva Inglaterra.
Sus primeras actuaciones fueron con grupos liderados por Johnny Hodges y Hot Lips Page. Después, al formar a mediados de los años cincuenta un cuarteto con músicos como Steve Lacy —saxo soprano—, Buell Neidlinger —contrabajo— y Dennis Charles —batería—, Taylor abandonó sus actuaciones como acompañante. 
Con su grupo, trabajó en 1956 en él y actuó en 1957 en el Newport Jazz Festival. En 1960 grabó con profusión para Candid y con Archie Shepp como saxo tenor. 
En 1962, se incorporaron al cuarteto Jimmy Lyons al saxo alto y Sunny Murray a la batería. Estuvieron seis meses de gira en Europa y a su regreso a Estados Unidos Taylor se retiró durante un año. En 1964 colaboró en la fundación de the Jazz Composer's Guild y en 1968, junto a Carla Bley, Don Cherry, Michael Mantler y otros formó una asociación cooperativa que agrupó a músicos del free jazz denominada Jazz Composer's Orchestra Association.
En los setenta enseñó en la Universidad de Wisconsin en Madison, en el Antioch College, y en el Glassboro State College, y grabó frecuentemente con su grupo Unit, además de realizar constantes giras por Europa. Galardonado con una Beca Guggenheim en 1973, consiguió eludir sus problemas económicos. Actúa en la Casa Blanca durante la administración Carter en 1979. 
Trabajó con Mary Lou Williams y con el batería Max Roach, y empezó a incorporar a sus conciertos fragmentos de su excéntrica poesía.
Grabó más de setenta discos desde su debut en 1956.

## Discografía

### Como líder
- Jazz Advance, 1956
- At Newport, 1958
- Looking Ahead!, 1958
- Stereo Drive (Hard Driving Jazz o Coltrane Time), 1956-1958
- Love for Sale, 1959
- The World of Cecil Taylor 1960
- Air 1960
- Cell Walk for Celeste, 1961
- Jumpin' Punkins, 1961
- New York City R&B (con Buell Neidlinger), 1961
- Into the Hot, 1961
- Nefertiti the Beautiful One Has Come, 1962
- Unit Structures, 1966
- Conquistador!, 1966
- Student Studies (The Great Paris Concert), 1966
- Praxis, 1968
- The Great Concert of Cecil Taylor (Nuits de la Fondation Maeght), 1969
- Indent, 1973
- Akisakila, 1973
- Solo, 1973
- Spring of Two Blue J's, 1973
- Silent Tongues, 1974
- Dark to Themselves, 1976
- Air Above Mountains, 1976
- Cecil Taylor Unit, 1978
- 3 Phasis, 1978
- Live in the Black Forest, 1978
- One Too Many Salty Swift and Not Goodbye, 1978
- It is in the Brewing Luminous, 1980
- Fly! Fly! Fly! Fly! Fly!, 1980
- The Eighth, 1981
- Garden, 1981
- Winged Serpent (Sliding Quadrants), 1984
- Iwontunwonsi, 1986
- Amewa, 1986
- For Olim, 1986
- Olu Iwa, 1986
- Live in Bologna, 1987
- Live in Vienna, 1987
- Tzotzil/Mummers/Tzotzil, 1987
- Chinampas, 1987
- Riobec - Cecil Taylor & Günter Sommer, 1988
- In East Berlin, 1988
- Regalia - Cecil Taylor & Paul Lovens, 1988
- The Hearth, 1988
- Alms/Tiergarten (Spree), 1988
- Remembrance, 1988
- Pleistozaen Mit Wasser, 1988
- Spots, Circles, and Fantasy, 1988
- Legba Crossing, 1988
- Erzulie Maketh Scent, 1988
- Leaf Palm Hand, 1988
- In Florescence, 1989
- Looking (Berlin Version) Solo, 1989
- Looking (Berlin Version) The Feel Trio, 1989
- Looking (Berlin Version) Corona, 1989
- Celebrated Blazons, 1990
- 2Ts for a Lovely T, 1990
- Double Holy House, 1990
- Nailed, 1990
- Melancholy - Cecil Taylor, Harri Sjöström, Evan Parker, Barry Guy, Wolfgang Fuchs
- The Tree of Life, 1991
- Always a Pleasure, 1993
- Almeda - Cecil Taylor, Harri Sjöström, 1996
- The Light of Corona - Cecil Taylor, Harri Sjöström 1996
- Qu'a: Live at the Iridium, vol. 1 & 2 Cadence Jazz Records, con Harri Sjöström 1998
- Algonquin, 1998
- Momentum Space con Dewey Redman & Elvin Jones (Verve, 1998)
- Incarnation, 1999
- The Willisau Concert, 2000
- Complicité, 2001
- Taylor/Dixon/Oxley, 2002
- Two T's for a Lovely T, 2003
- The Owner of the River Bank, 2004

### Comosideman
- Jazz Composer's Orchestra: The Jazz Composer's Orchestra, 1968 (Taylor toca en 2 temas)
- Friedrich Gulda: Nachricht vom Lande, 1976 (Taylor toca en 3 temas)
- Mary Lou Williams: Embraced, 1977
- Tony Williams: Joy of Flying, 1978
- Historic Concerts (con Max Roach), 1979
- Art Ensemble of Chicago: Thelonious Sphere Monk, 1990 (Taylor toca en 3 temas)

## Influencias en otras artes
El escritor argentino César Aira escribió el cuento "Cecil Taylor" aventurando los comienzos frustrados de la carrera del músico.